# Ornithoglossum viride
Ornithoglossum viride är en tidlöseväxtart som först beskrevs av Carl von Linné d.y., och fick sitt nu gällande namn av Jonas Dryander och William Townsend Aiton. Ornithoglossum viride ingår i släktet Ornithoglossum och familjen tidlöseväxter. Inga underarter finns listade i Catalogue of Life.